# Parochmastis
Parochmastis is een geslacht van vlinders van de familie echte motten (Tineidae), uit de onderfamilie Hapsiferinae.

## Soorten
- P. dromaea (Turner, 1926)
- P. hilderi (Bradley, 1956)
- P. styracodes Meyrick, 1917